# Уводьское водохранилище
Уводьское водохранилище (в народе Уводьстрой) — водохранилище на реке Уводи в Ивановском районе Ивановской области, снабжающее 80 % населения Иванова питьевой водой. Образовано в 1937—1939 годах плотиной у деревень Худынино и Уводь. В 1966 году соединено с Волгой каналом Волга-Уводь. С 1975 года водохранилище является памятником природы регионального значения.
Объём воды — 0.065 км³. Площадь ООПТ — 33,65 км².

## География
Имеет вытянутую в северную сторону от плотины форму. Уводьское водохранилище и его побережье представляет собой сложный природный комплекс. Береговая линия умеренно изрезанная. Значительная часть прибрежной зоны покрыта смешанным лесом. На необлесенных берегах среднего плёса и низовий расположены луга, местами заболоченные. В заливах и верховье развиты заросли погруженной и полупогруженной растительности. В структуре дна водохранилища преобладают илисто-песчаные грунты.

## Флора и фауна
Фитопланктон водохранилища представлен одноклеточными и колониальными водорослями — сине-зелёными, зелёными, диатомовыми, зоопланктон — коловратками, веслоногими и ветвистоусыми ракообразными.
В состав зоопланктона водохранилища входят личинки двустворчатого моллюска дрейсены-велигеры. Состав планктона Уводьского водохранилища находится под значительным влиянием поступающих по каналу Волга-Уводь вод, содержащих представителей верхневолжского планктонного комплекса. Однако соотношения групп планктонных организмов в Уводьском и Горьковском водохранилищах несколько различны.
Ихтиофауна Уводьского водохранилища сформирована на базе местного стада рыб и рыб, выносимых из Горьковского водохранилища посредством канала Волга-Уводь. В водах водохранилища обитают 14 видов рыб, относящихся к пяти семействам: щука, плотва, язь, жерех, линь, уклея, густера, лещ, чехонь, горчак, золотой и серебряный карась, сазан, толстолобик обыкновенный, щиповка, вьюн, налим, судак, берш, окунь, ёрш. Преобладают плотва, уклея, щука, лещ, в заиленных заводях — карась, вьюн.

## Населённые пункты
По периметру Уводьского водохранилища расположены деревни: Уводь, Худынино, Конохово, Крюково, Хребтово, Иванково, Микшино, Баглаево, Рожново, Поповское, а также село Егорий.

## В культуре
С 2012 года в Иванове издаётся всероссийский литературный альманах «Уводьское водохранилище» (в декабре 2013 года вышел третий выпуск).

## Галерея

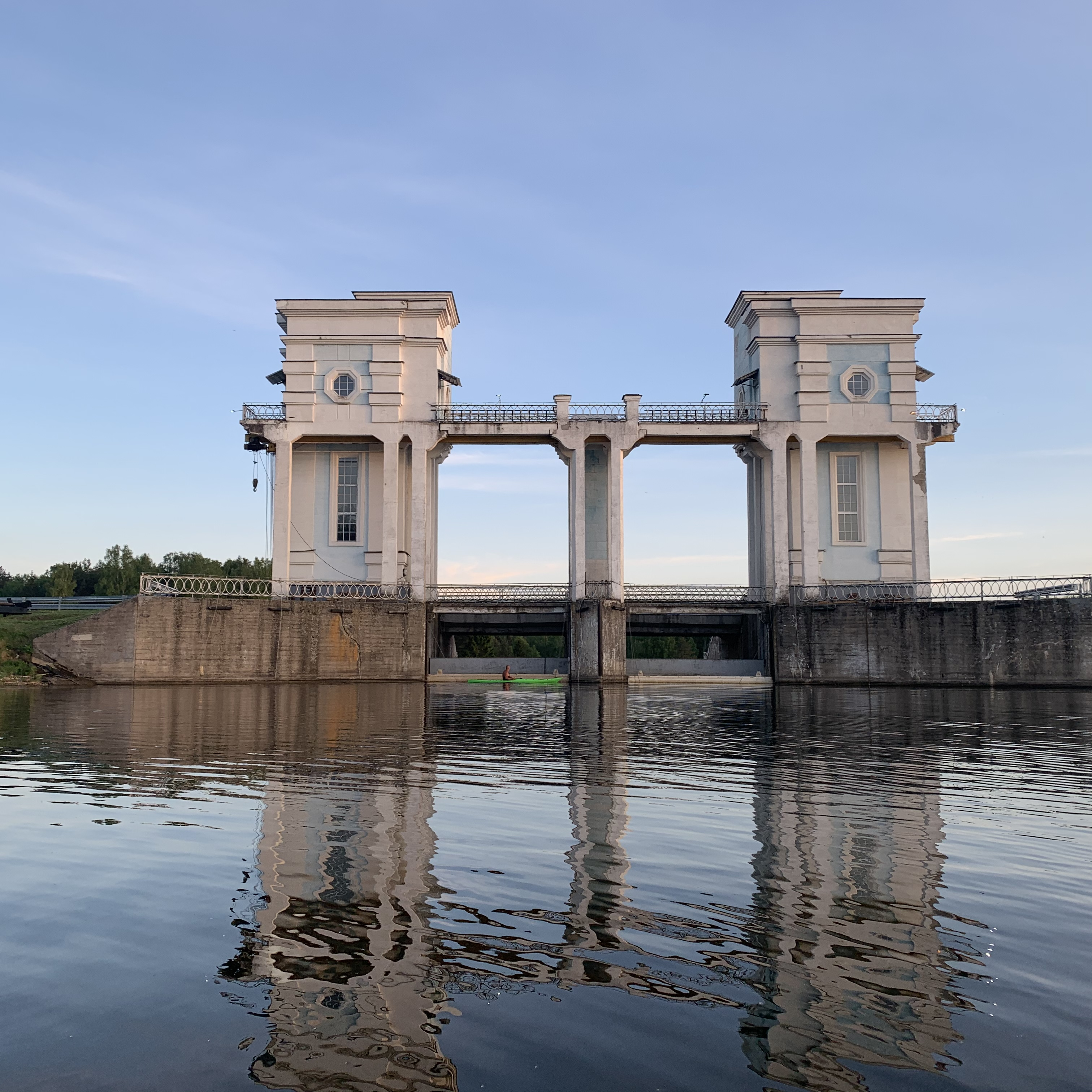
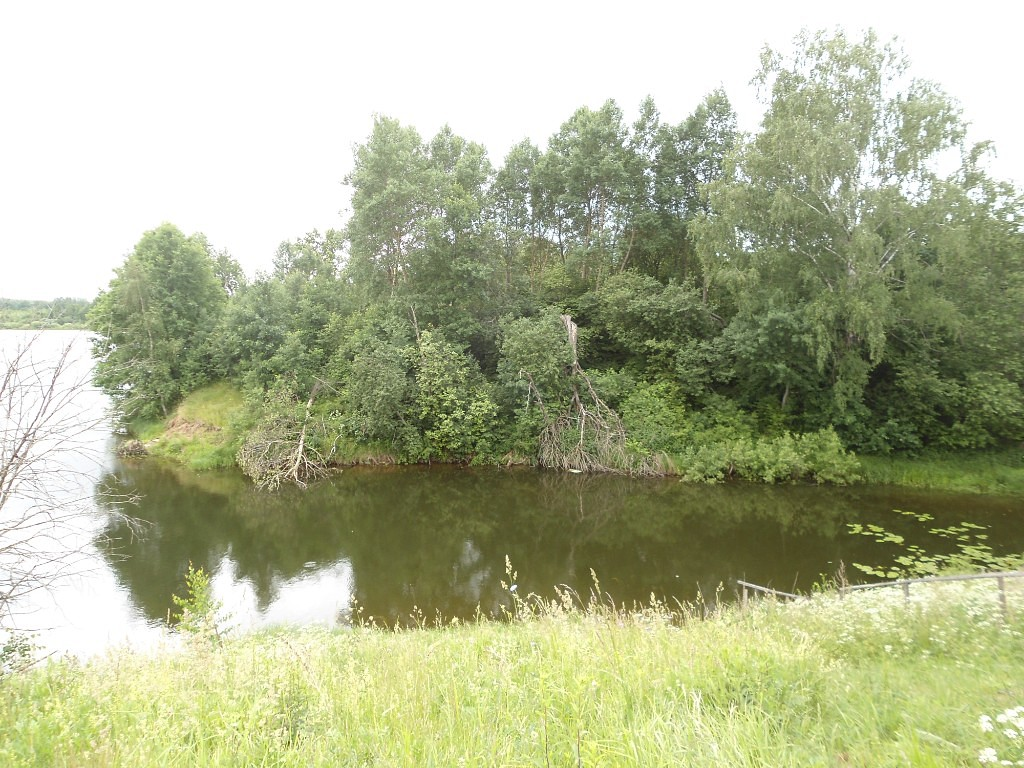
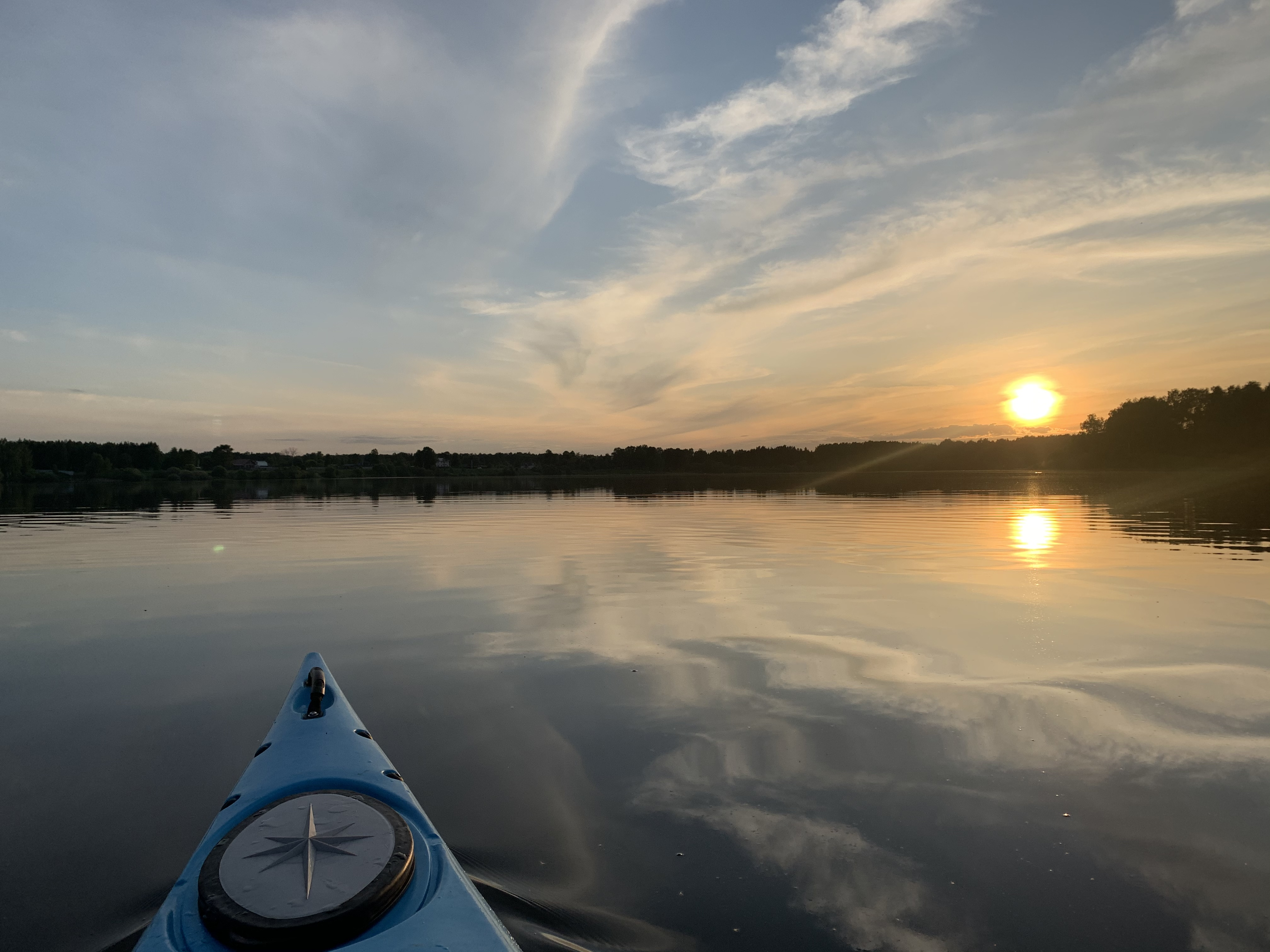
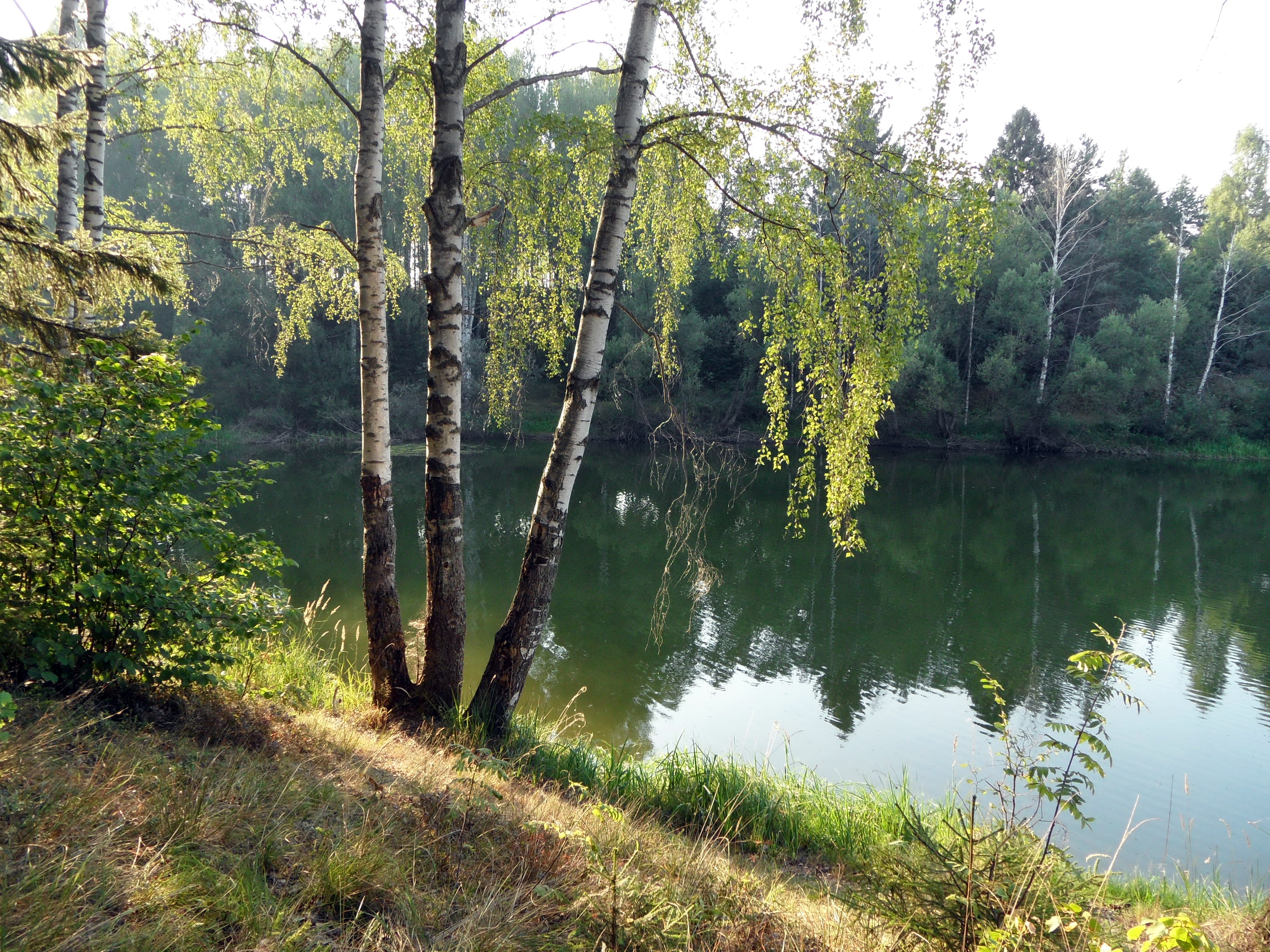
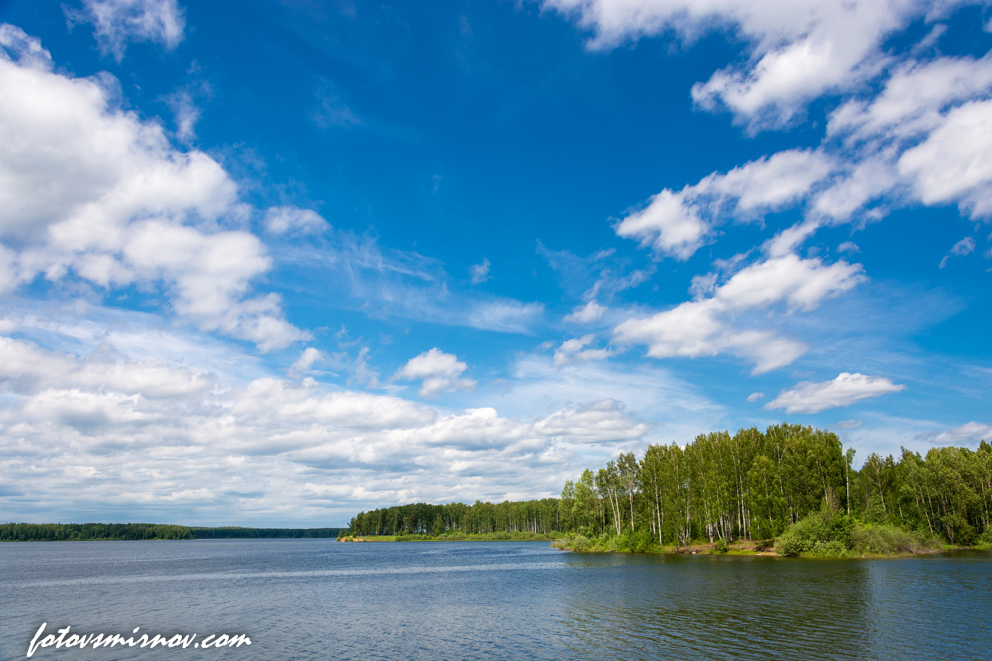
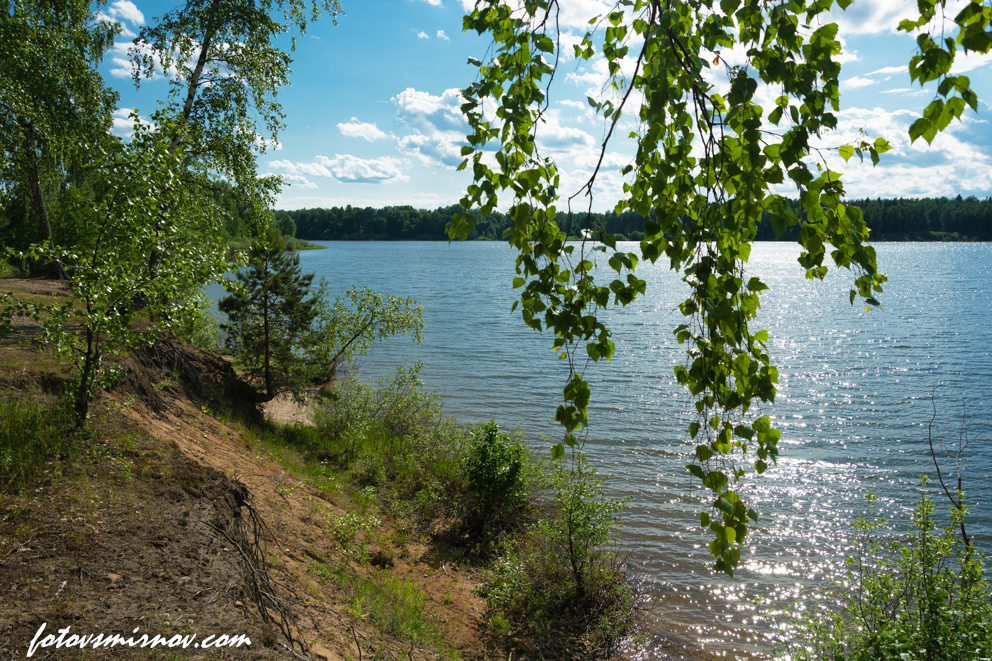
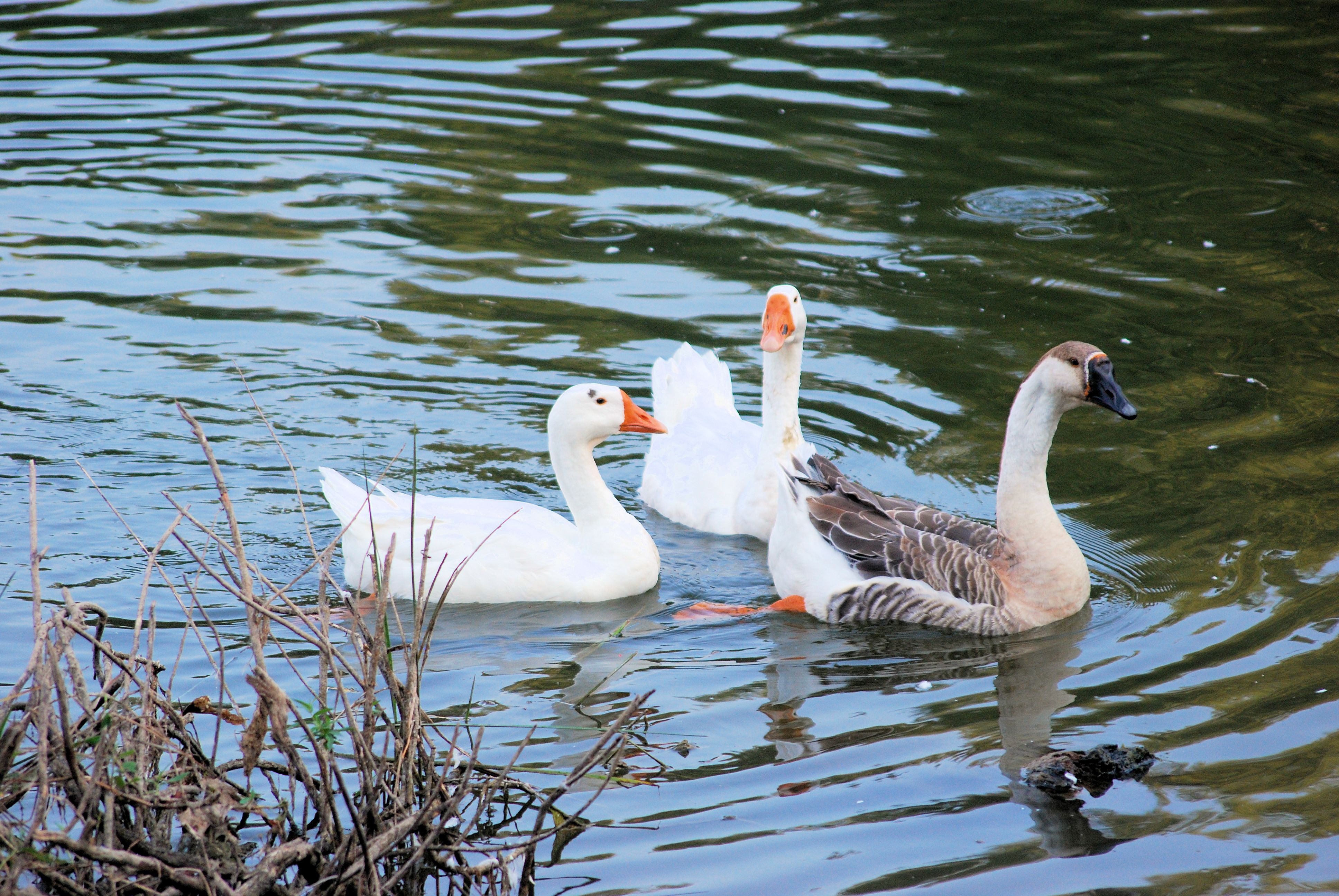
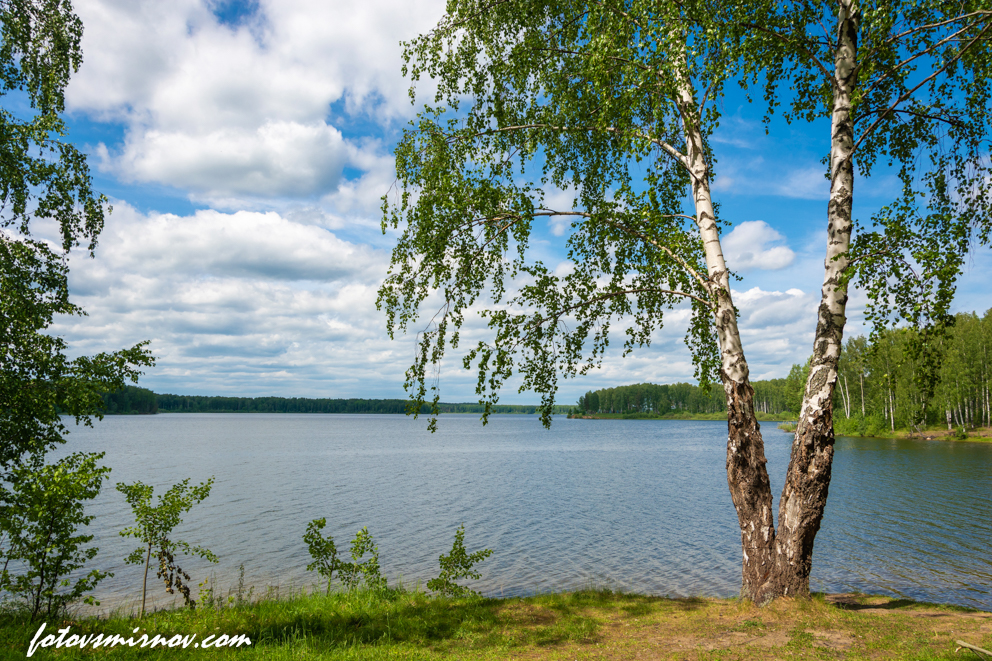
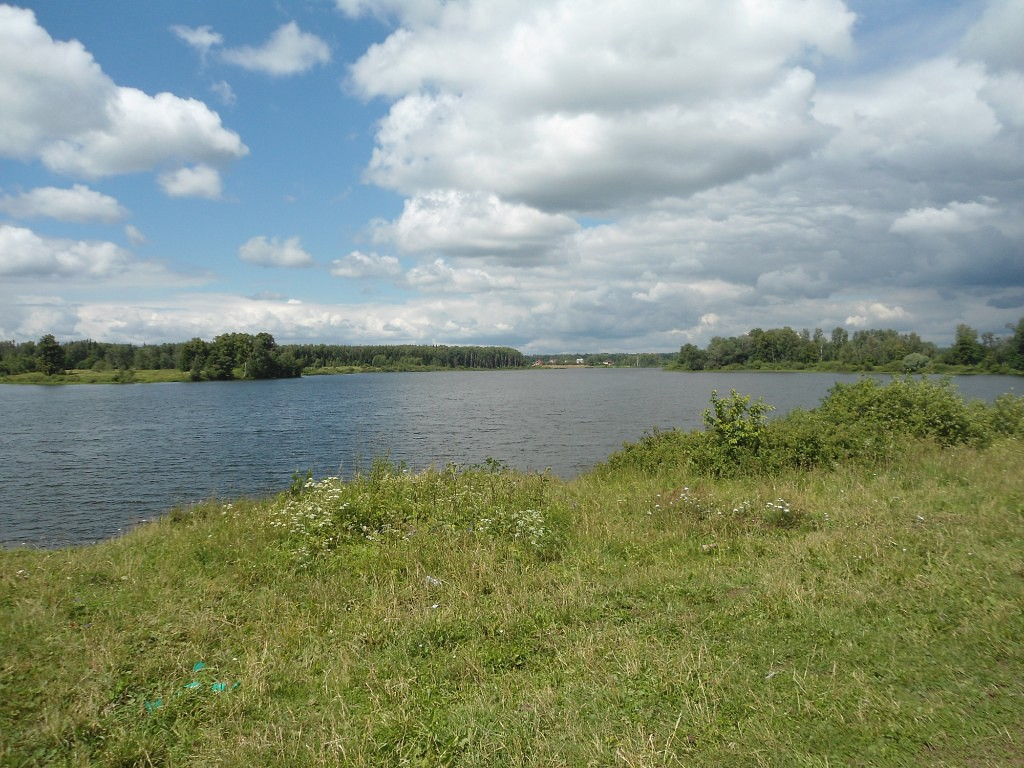
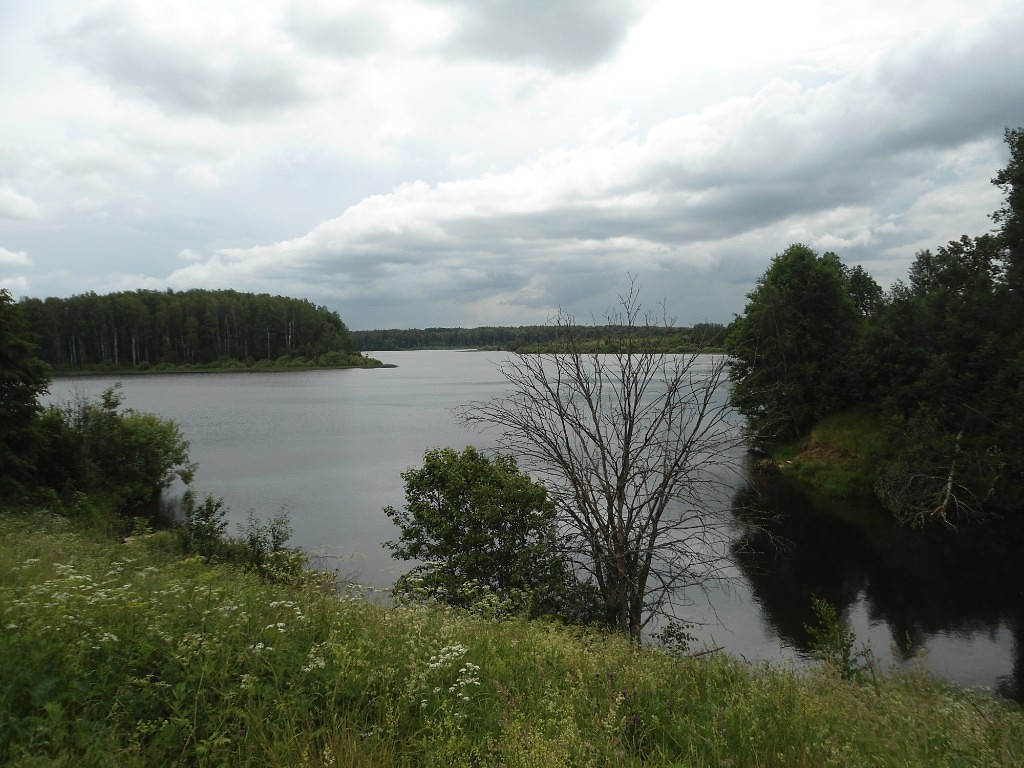